# De raketpiloot
De raketpiloot is een sciencefictionverhaal geschreven door de Amerikaan Ray Bradbury in 1951. Het verscheen onder de titel The rocketman in het blad Maclean’s Magazine. Het werd later met soortgelijke verhalen gebundeld in de verzameling The illustrated man. Het verscheen in de bundel De geïllustreerde man bij Born NV Uitgeversmaatschappij in de serie Born SF (1976).  Het verhaal diende in 1971/1972 als basis voor de single Rocket man van Elton John en Bernie Taupin.

## Het verhaal
Het verhaal wordt verteld vanuit de wereld van Doug, kind van een astronaut. De vader vliegt drie maanden achtereen van hot naar her en terug. Bij vertrek vliegt hij over zijn woning, bij aankomst ook. De ruimtereizen worden alleen onderbroken door een driedaags verblijf thuis om niet te vervreemden van vrouw en kind. Vooral de moeder heeft het er maar moeilijk mee, het kind wil later ook astronaut worden. Het kind valt op dat de moeder nogal koeltjes tegen haar vader doet als hij weer op reis moet. Zij vertelt hem dat ze net doet alsof zijn vader dood is op het moment dat hij de deur uitstapt voor een ruimtereis. Zo heeft ze geen last naar een verlangen naar hem of de doodangst dat hem onderweg wat overkomt. Vooral dat laatste hakt er in. Als ze zou weten dat hij op Venus zou sterven zou ze nooit meer naar die planeet kunnen kijken, zonder aan hem te denken.
Als de man op zijn wellicht laatste reis gaat, krijgt het gezinnetje bericht. Hij is niet neergestort op een planeet, maar is in de Zon gestort. Als reactie doet de vrouw alles om een blik op de zon te vermijden. Wandelen als het regent, ’s nachts ontbijten etc. 